# 巴布亞金翅雀鯛
巴布亞金翅雀鯛又稱波浪刻齒雀鯛、波浪金翅雀鯛，俗名美拉尼西亞藍魔、美拉尼西亞雀鯛，為輻鰭魚綱鱸形目隆頭魚亞目雀鯛科的其中一種，該物種主要分佈於巴布亞新幾內亞及附近海域，棲息深度為3米至20米，本魚體呈橢圓形，體色為明亮的深藍色，頭部和胸部有淺藍色眼狀斑紋，後背鰭條基部有黑色斑點，尾鰭微凹，背鰭硬棘13枚、背鰭軟條10-11枚、臀鰭硬棘2枚、臀鰭軟條10-12枚，體長可達3.6公分，棲息在有遮蔽的潟湖及珊瑚礁，成群活動，以浮游生物為食，繁殖期時會成對出現，雄魚會守護卵直到孵化。